# Manimekalai Murugesan
Manimekalai Murugesan es una diplomática, india.
- En 1981 enrtró al Indian Foreign Service, después de un año como agregada en el Ministerio de Asuntos Exteriores (India).
- De julio de 1983 a diciembre de 1986 fue tercera secretaria en el Ministerio de Asuntos Exteriores (India).
- De enero de 1987 a agosto de 1988 fue subsecretaria, encargada de las relaciones Indo-China.
- Fue empleada en la Oficina del Portavoz del Secretario Adjunto del Ministerio de Asuntos Exteriores (India).
- De septiembre de 1992 a septiembre de 1996 fue primera secretaria y consejera en la misión Permanente ante la Sede de la Organización de las Naciones Unidas.
- De mayo de 1996 a julio de 1997 fue consejera de embajada en El Cairo y Jartum.
- De agosto de 1999 a diciembre de 2002 fue consejera política de embajada en La Haya responsable de las organizaciones internacionales.
- De diciembre de 2002 a septiembre de 2004 fue secretaria adjunto de la oficina National Security Council (India).
- De septiembre de 2004 a septiembre de 2004 fue secretaria adjunto de la oficina Asia Occidental y África del Norte.
- Del 22 de mayo de 2008 a 05 de agosto de 2011 fue embajadora en Trípoli con comisión en La Valeta.[1]
- De 05 de agosto de 2011 a 13 de marzo de 2015 fue embajadora en Bucarest.
- Desde el 13 de marzo de 2015 es embajadora en Atenas.[2]